# Дайер, Роберт Аллен
Роберт Аллен Дайер (21 сентября 1900, Питермарицбург — 26 октября 1987, Йоханнесбург, Трансвааль) — известный южноафриканский ботаник и систематик, специализировавшийся в частности на амариллисовых и суккулентных растениях. Занимался редактированием и публиковался в периодических ботанических изданиях ЮАР Bothalia и Flowering Plants of Africa. Являлся директором Научно-исследовательского ботанического института в Претории с 1944 по 1963 год и занимал должность директора научно-исследовательского института ботаники в Претории с 1944 по 1963 год. 

## Биография
Родился 21 сентября 1900 года в ЮАР, в городе Питермарицбург.
Профессиональное образование получил в 1919-1923 гг., обучаясь в мужском колледже Michaelhouse и Natal University College, где защитил степень магистра в 1923 г. и доктора в 1937 году. В 1925 году был назначен помощником Зельмара Шёнланда, куратора естественнонаучного музея Албани в Грэхемстауне, где также являлся хранителем музейного гербария. После трехлетнего периода на должности сотрудника по связям с английскими Королевскими ботаническими садами Кью, был переведен в Национальный гербарий в Претории. Здесь он занимал должность руководителя подразделения, а затем и директора с 1944 по 1963 год. Благодаря его усилиям была возобновлена активная работа по ботаническим исследованиям и заложен Национальный ботанический сад Претории. Он являлся редактором таких ботанических изданий как Bothalia, The Flowering Plants of Africa, Memoirs of the Botanical Survey of South Africa, начал выпуск Flora of Southern Africa. После выхода на пенсию в 1963 году, он продолжил работу в институте, занимаясь написанием труда Genera of Southern African Flowering Plants. Последний объемный труд был посвящен ботаническим родам из семейства кутровые: церопегия, брахистельма и риокрея, – и опубликован в издании Flora of Southern Africa в 1981 году. Общее число публикаций Роберта Аллена Дайера составляет порядка четырех с половиной сотен. 
Наиболее значительный вклад ученый внес в систематику растений, активно публикуясь в изданиях Bothalia и The Flowering Plants of Africa. В честь него назван род растений радайера, виды аридария Дайера и херероа Дайера. Собранные Дайером ботанические образцы насчитывают более 6 000 экземпляров и хранятся в гербарных коллекциях Претории, Грахамстауна, Кью и Болуса.